# Avatar (película de 2004)
Avatar  también conocida como Cyber Wars es una película de acción de ciencia ficción de Singapur de 2004 dirigida por Kuo Jian Hong y escrita por Christopher Hatton.

## Trama
La trama se desenvuelve en un futuro distópico donde las corporaciones controlan la información y la tecnología, generando un conflicto cibernético a nivel global. La película, con un enfoque en los aspectos tecnológicos y políticos, busca explorar las implicaciones de una sociedad hiperconectada y dependiente de la tecnología.
Desde el punto de vista técnico, "Cyber Wars" destaca por su representación visual de un mundo futurista. La dirección de Kuo Jian Hong utiliza efectos visuales y escenografía para construir un entorno digital y distópico que refleja las amenazas percibidas de la era de la información. La cinematografía, a cargo de profesionales como Xie Zhen Zi, contribuye a la ambientación visual, creando una atmósfera inmersiva que transporta al espectador a un universo tecnológicamente avanzado.
La historia, escrita por Christopher Hatton, se centra en la lucha por el control de la información y la cibernética. La trama explora temas relacionados con la ética en la tecnología, la privacidad y las consecuencias de un mundo donde la información es un recurso valioso. A través de personajes complejos, "Cyber Wars" busca provocar la reflexión sobre los posibles futuros escenarios derivados de la evolución tecnológica.
El reparto, encabezado por actores como Joan Chen y James Acheson, desempeña roles que refuerzan la dinámica de la trama, aunque algunas críticas han señalado ciertos clichés en la construcción de los personajes. La banda sonora, compuesta por Zhao Lin, complementa la narrativa y aporta a la experiencia general de la película.

## Elenco
- Genevieve O'Reilly como Dash MacKenzie
- Joan Chen como Madame Ong
- David Warner como Joseph Lau
- Wang Luoyong como el oficial Victor Huang
- William Sanderson como Riley
- Lim Kay Siu como Julius  [4]
- Kumar como Zai  [5]
- Richard Low como tío Ban  [4]
- Michael de Mesa como Davinder Sandhu
- Gerald Chew como Edward Chan
- T. Sasitharan como ministro
- Robin Atkin Downes
- Kate Wilson como el teniente Crowley

## Producción
Avatar fue la primera película en inglés producida en Singapur. El rodaje tuvo lugar en Singapur de abril a mayo de 2001 con el título provisional Avatar Exile.

## Realización
La película se estrenó por primera vez en la televisión rusa el 15 de septiembre de 2004 antes de estrenarse en cines en Singapur el 7 de marzo de 2005.  Bajo el título Matrix Hunter, Pand Co. Ltd. publicó un DVD el 7 de junio de 2005 y, como Cyber Wars, New Line Home Entertainment lanzó la película en DVD de la región 1 el 11 de abril de 2006.

## Recepción
La película recibió críticas generalmente negativas. Cheah Ui-Hoon de The Business Times calificó la película como C−.  Ong Sor Fern de The Straits Times le dio a la película una crítica negativa.